# Cressida Bonas
Cressida Curzon Bonas (* 18. Februar 1989 in Winchester) ist ein britisches Model, ausgebildete Tänzerin sowie Schauspielerin.

## Leben
Ihre seit 1994 geschiedenen Eltern sind der Geschäftsmann Jeffrey Bonas und das aus einer begüterten aristokratischen Bankiersfamilie stammende ehemalige Model Lady Mary-Gaye Curzon. Ihr Großvater mütterlicherseits war der konservative Politiker Edward Curzon, 6. Earl Howe und ihre Ururgroßmutter Georgiana Spencer-Churchill war die Tante von Premierminister Winston Churchill. Sie besuchte die Schule in Buckingham und absolvierte ein Studium an der Universität Leeds.
Cressida Bonas arbeitet als Model für die britische Modemarke Burberry. Am Trinity Laban Conservatoire of Music and Dance in London absolvierte sie ein Studium in Tanz. Schlagzeilen machte Cressida Bonas durch ihre 2012 beginnende Beziehung zu Prinz Harry, die offiziell im Frühjahr 2014 für beendet erklärt wurde.
Seit 2016 war sie in einigen Film- und Fernsehproduktionen zu sehen. So übernahm sie Rollen in The Bye Bye Man und Tulpenfieber aus dem Jahr 2017.
Im Mai 2018 war sie als Gast bei der Hochzeit von Prinz Harry und Meghan Markle, wie auch Prinz Harrys weitere Ex-Freundin Chelsy Davy.